# James Walker (Grafiker)

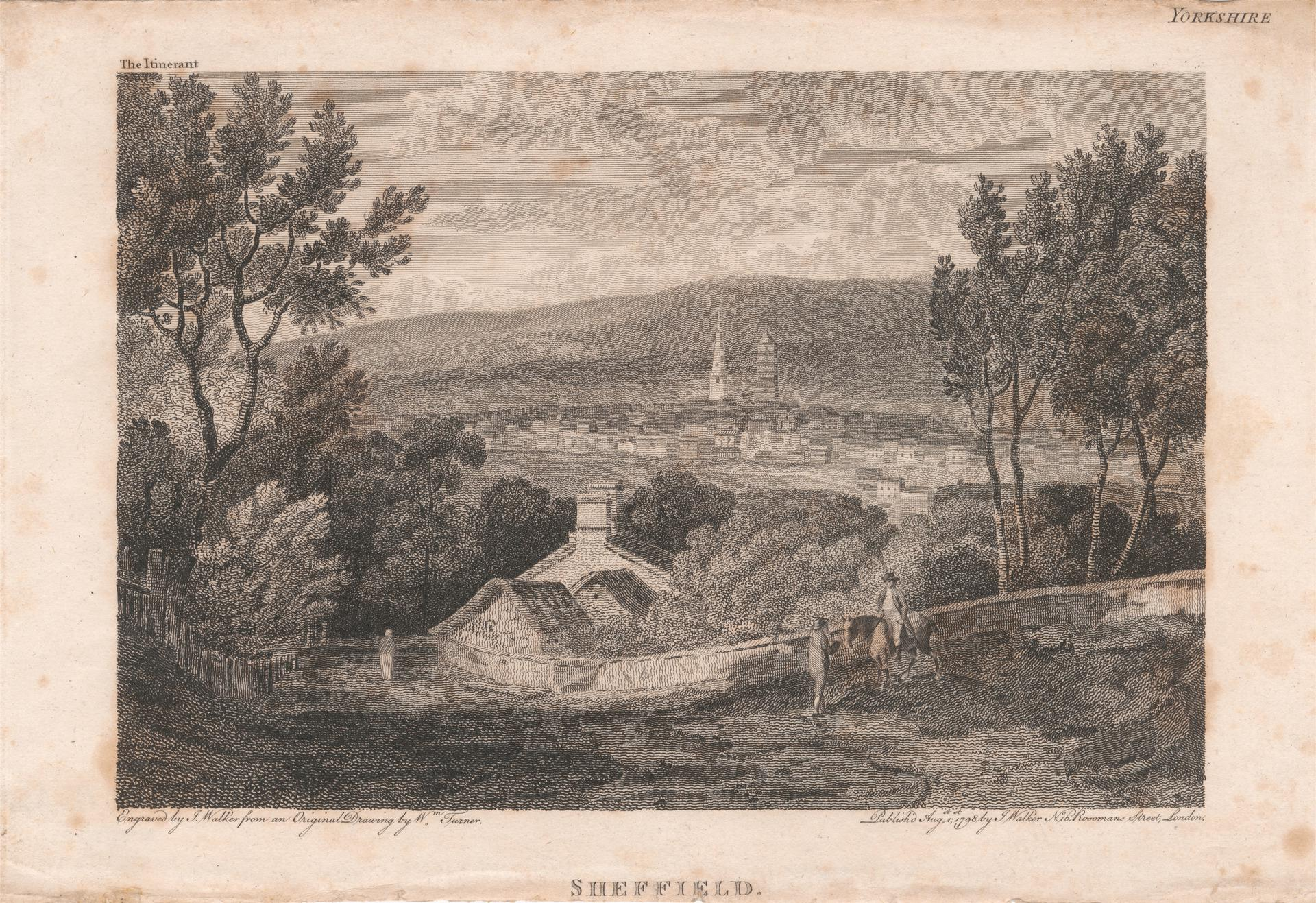
James Walker, Sheffield, nach einem Gemälde von Joseph Mallord William Turner, Mezzotinto auf Papier, 11,1 × 16,5 cm, 1798, Yale Center for British Art.

James Walker (* um 1760 in Great Yarmouth; † um 1822 in London; die Union List of Artist Names gibt abweichend folgende Lebensdaten an: * 1748; † um 1808) war ein englischer Grafiker, der insbesondere Porträts unter Nutzung des Mezzotinto-Verfahrens schuf. Im Jahr 1784 wurde er zum kaiserlichen Graveur am russischen Zarenhof ernannt und hatte eine lange und erfolgreiche Karriere in Russland.

## Leben
James Walker wurde um das Jahr 1760 in Great Yarmouth geboren. Er studierte bei Valentine Green, der ab 1775 einer von sechs assoziierten Graveure der Royal Academy of Arts und Mezzotinto-Grafiker des Königs war. Der erste bekannte Druck von Walker datiert aus dem Juli 1780. In den folgenden zwei oder drei Jahren fertigte er weitere Drucke an, vor allem nach Vorlagen des Malers George Romney.
Es ist unklar, wie Walker für die Arbeit in Russland rekrutiert wurde und auch sein Vertrag ist nicht überliefert. Anthony Cross stellt die Vermutung an, der russische Botschafter in London Ivan Simolin könnte auf die Qualität der rund 20 Grafiken Walkers aufmerksam geworden sein. Der Künstler könnte seine Chancen dabei durch die Wahl seiner Sujets erhöht haben. So publizierte er im September 1783 einen Druck nach dem Porträt einer Catherine, das sich im Besitz des Botschafters befand, und ließ im April 1784 einen Druck nach dem Gemälde The Empress of Russia's Travelling Equipage von Conrad Martin Metz folgen.
Walker kam 1784 in begleitung seiner Ehefrau Mary Walker, einer Tochter und dem neunjährigen John Augustus Atkinson in Sankt Petersburg an. Das Verhältnis zu Atkinson ist nicht mit absoluter Sicherheit zu bestimmen, meist wird er als Neffe oder Stiefsohn beschrieben. Walker verband auf jeden Fall ein enges kreatives Band mit Atkinson, der zum Maler wurde und auch Aufträge vom kaiserlichen Hof erhielt. In Russland wirkte mit dem zwei Jahre vor Walker nach zehn Jahren aus London zurückgekehrten Gawriil Iwanowitsch Skorodumow bereits ein anderer Grafiker in der Mezzotinto-Technik, jedoch wird insbesondere um deren Popularisierung in Russland zugeschrieben. Katharina II. beauftragte die beiden Künstler damit, Reproduktionen ihrer Gemäldesammlung in der Eremitage anzufertigen. Während von Skordumov nur eine solche Grafik bekannt ist, fertigte Walker mehrere an. Die erste bekannte Platte, die von ihm in Russland gefertigt wurde, datiert vom 1. März 1785 und zeigte Die Kartenspieler von Theodoor Rombouts. Im November 1785 folgten Reproduktionen nach Gemälden von Benoit Lutti und Jean Baptiste Greuze.

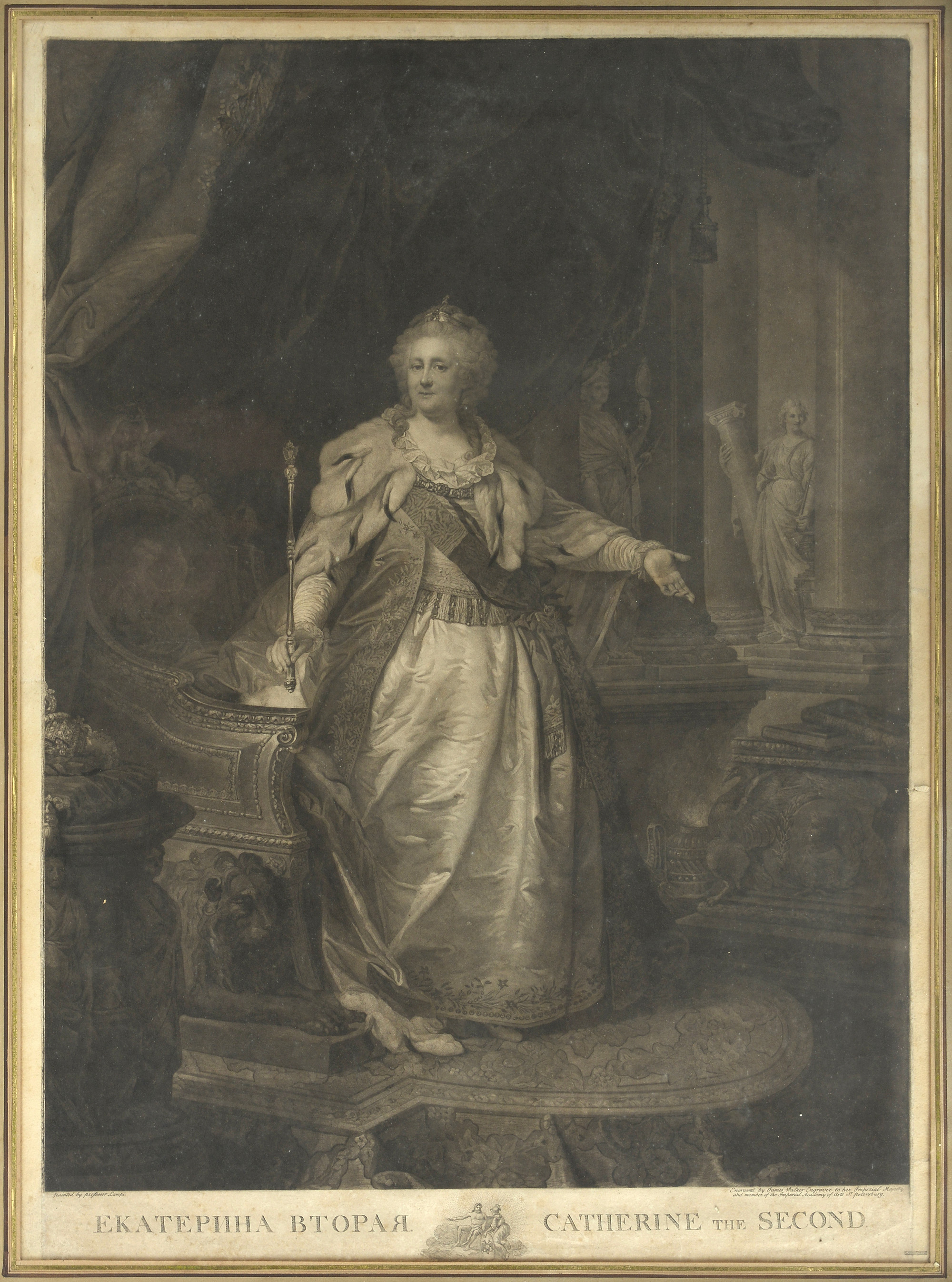
James Walker, Katharina II., nach einem Gemälde von Johann Baptist Lampi der Ältere, Mezzotinto auf Papier, 68 × 50 cm.

Mit seiner vierten Reproduktion nach einem Gemälde aus der Eremitage, Der heilige Simon mit dem Christuskind von Guido Reni, erlangte Walker die Anerkennung als assoziiertes Mitglied der Kunstakademie Sankt Petersburg. Im September 1794 erhielt Walker die vollwertige Akademiemitgliedschaft und erhielt im folgenden Monat die Position eines akademischen Rates. An der Akademie bildete er Schüler in der Mezzotinto-Technik aus. 1792, während eines Besuchs in London, wurden die ersten beiden Mappen von A Collection of Prints, from the most celebrated pictures in the Gallery of Her Imperial Majesty Catherine the Second, Empress and Autocratix of all the Russias publiziert. Sie enthielten neben den vier bereits genannten Reproduktionen sieben weitere nach Werken von Pompeo Batoni, Vigilius Eriksen, Esteban Murillo, Rembrandt van Rijn, Joshua Reynolds, Moise Valentin und Nicolaas Verkoyelle. Der Ruf Walkers in Russland beruht aber vor allem auf seinen Mezzotinto-Reproduktionen von Porträts von Mitgliedern der kaiserlichen Familie und des Adels. So fertigte er jeweils drei von Katharina II., Paul I. und Alexander I. an. Der russische Kunsthistoriker Dmitri Alexandrowitsch Rowinski wies diesen Drucken Walkers Ende des 19. Jahrhunderts eine sehr hohe Position in der Geschichte des Porträts in Russland zu. Walker fertigte auch drei Reproduktionen nach Gemälden seines Stiefsohns Atkinson an, die alle aus dem Jahr 1797 stammen: Eines zeigte Paul I. auf einem weißen Pferd, die anderen beiden den Feldherren Alexander Wassiljewitsch Suworow, einmal mit einem Schwert, einmal mit seinem Marschallsstab in der Hand.
1802 kehrten die Walkers und Atkinson nach London zurück. Auf der Überfahrt erlitten sie Schiffbruch vor Great Yarmouth, wobei Walker seine Kupferplatten verlor. Am 1. Mai 1803 publizierte Walker als Hommage an Alexander I. ein Porträt des Zaren und eines von dessen Ehefrau Elisabeth Alexejewna, die beide auf Gemälden von Gerhard von Kügelgen beruhten. In den Jahren 1803 und 1804 entstand dann in Zusammenarbeit von Atkinson und Walker A Picturesque Representation of the Manners, Customs, and Amusements of the Russians in one hundred coloured plates in drei Bänden: ersterer lieferte dabei die Grafiken während letzterer den erläuternden Text beisteuerte. In der Folge war Walker wohl nicht mehr als Grafiker tätig. Erst 1814 gab es wieder eine Reproduktion von ihm, ausgeführt nach einem Porträt Alexander I. von Atkinson anlässlich des England-Besuchs des Zaren.
Auch wenn oftmals 1808 als Todesjahr Walkers vermutet wurde, argumentiert Cross, dass dieser nicht vor 1822 verstorben sein kann. Neben der Reproduktion aus dem Jahr 1814 führt er an, dass Walker 1821 anonym die Anekdotensammlung Paramythia; or, Mental Pastimes veröffentlichte, in der er Episoden aus seiner Zeit in Russland, aber auch vereinzelt aus seinem Leben nach 1808 schildert. Am 29. November 1822 kam es dann bei Sotheby’s zu einer Versteigerung von Platten und Drucken Walkers.